# The Patriot Game
"The Patriot Game" es una balada irlandesa con letra de Dominic Behan y una melodía de la melodía tradicional "One Morning in May", lanzada por primera vez en 1958.  

## Historia
La canción trata de un incidente ocurrido durante la Campaña Fronteriza lanzada por el Ejército Republicano Irlandés (IRA) durante la década de 1950. Fue escrita por Dominic Behan, hermano menor del dramaturgo Brendan Behan, con la melodía de una canción popular anterior, "One Morning in May" (grabada por Jo Stafford y Burl Ives como "The Nightingale").  Cuenta la historia de Fergal O'Hanlon, un voluntario del IRA de la ciudad de Monaghan, condado de Monaghan, que fue asesinado a la edad de 20 años en un ataque al cuartel de la Real Policía del Ulster de Brookeborough en el condado de Fermanagh el 1 de enero de 1957. La operación fue ideada y dirigida por Seán Garland, un miembro del IRA de Dublín. Otro voluntario, Seán South de Limerick, también murió durante la redada.
Más tarde, Behan se hizo amigo íntimo de Seán Garland y fue el padrino de boda en su boda. Behan había estado involucrado con el IRA antes de escribir la canción, pero no apoyó la campaña continua del IRA en ese momento y alteró el primer verso de la versión original para distanciarse del nacionalismo. 
La canción es una de las más conocidas surgidas de la lucha nacionalista irlandesa. Ha sido versionada por artistas como Harvey Andrews y Christy Moore, quien dijo que los soldados británicos a menudo solicitaban la canción en sus conciertos.  "The Patriot Game" ha sido grabado por numerosos artistas, incluidos The Kingston Trio, The Bluebells, The Dubliners, The Wolfe Tones, Schooner Fare y The Clancy Brothers. También aparece en el disco LP de Judy Collins, Whales and Nightingales. En diciembre de 1965 fue interpretada en el programa “Opportunity Knocks” de Granada Television por el grupo folklórico “The Exiles” con gran aclamación del público.

## Apropiación
Al igual que Behan, Bob Dylan utilizó la melodía de "The Merry Month of May" para su propia canción "With God on Our Side".  Behan criticó públicamente a Dylan al afirmar que la melodía era una composición original.  Le molestó porque los dos primeros versos de la canción de Dylan eran una parodia de su propia canción. Behan sostuvo que debía cuestionarse la procedencia de toda la obra de Dylan. Mike Evans escribe que "cuenta la leyenda" que, durante una de las primeras giras de Bob Dylan por el Reino Unido, Behan lo llamó a su habitación de hotel y le lanzó una diatriba inflexible. Cuando Bob Dylan sugirió que "mis abogados pueden hablar con tus abogados", Behan respondió: "Tengo dos abogados, y están en la punta de mis muñecas". 

## Cultura popular
El cineasta estadounidense Arthur MacCaig tituló su documental de 1979 en honor a la canción, un retrato de la historia irlandesa desde una perspectiva republicana. El título también se usó como título de un libro de 1986, The Patriot Game, del autor canadiense Peter Brimelow. El libro evoca el mismo cinismo sobre el nacionalismo, pero en un contexto canadiense. La novela de Tom Clancy, Patriot Games, de 1987, y la película de 1992 basada en la novela llevan el nombre de la canción. La canción aparece mucho en la obra de Martin McDonagh, El teniente de Inishmore, donde se utiliza para comentar la incomprensión del personaje sobre los grupos disidentes del IRA. La canción "Colony" de Damien Dempsey también hace referencia al título.

### Imágenes de vídeo
- Actuación de Dominic Behan en la radio
- Del álbum Easter Week and After de Dominic Behan Los dos son el mismo vídeo.
- La interpretación de los dublineses Ya no está disponible (19 de julio de 2023).
- La portada de The Dubliners (no se sabe si es la misma grabación que la anterior o una diferente, pero está disponible a partir de agosto de 2024)

- Datos: Q5359023